# Корпан, Александр Богданович
Александр Богданович Корпан (укр. Олександр Богданович Корпан; 8 сентября 1994 — 2 марта 2022) — украинский военный лётчик (капитан) воздушных сил Вооружённых сил Украины, участник российско-украинской войны, лучший лётчик ударной авиации по итогам 2021 года. Герой Украины (2022).

## Биография
Родился 8 сентября 1994 года.
Окончил музыкальную школу и Харьковский национальный университет Воздушных Сил имени Ивана Кожедуба.
Проходил военную службу в 299-й бригаде тактической авиации имени генерала Василия Никофорова в должности командира авиационного звена авиационной эскадрильи этой бригады.
Погиб 2 марта 2022 года во время выполнения боевого полёта в воздушном пространстве над Староконстантиновом. Похоронен 7 марта на кладбище в Подгайцах (Тернопольская область).

## Награды
- звание «Герой Украины» с удостоением ордена «Золотая Звезда» (2022, посмертно) — за личное мужество и героизм, проявленные в защите государственного суверенитета и территориальной целостности Украины, верность военной присяге.